# Maximilian von Weichs
Maximilian Maria Joseph Karl Gabriel Lamoral Reichsfreiherr von und zu Weichs an der Glonn (Dessau, 12 novembre 1881 – Bornheim, 27 settembre 1954) è stato un generale (feldmaresciallo) tedesco durante la seconda guerra mondiale.

## Biografia

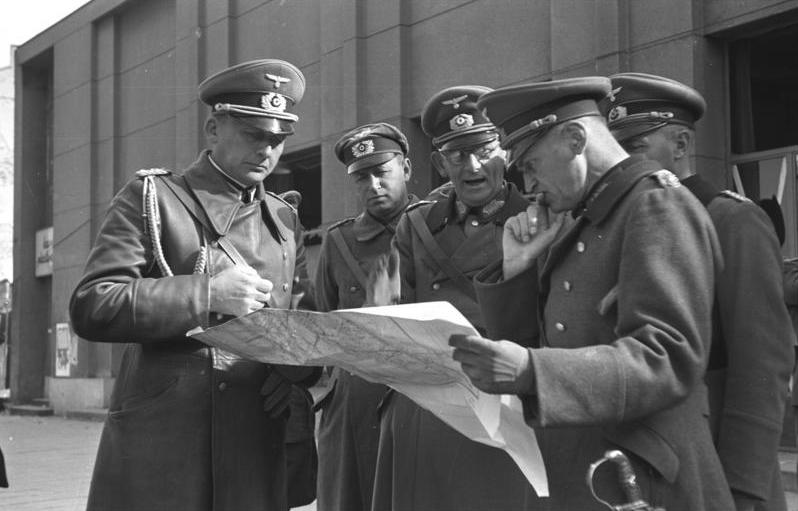
Il generale Maximilian von Weichs (al centro con gli occhiali), insieme al generale Johannes Blaskowitz (a destra), nell'ottobre del 1939 a Varsavia

Figlio di un colonnello di nobili origini, era un barone, nel 1900 si arruolò nella cavalleria bavarese e fu inquadrato nel 2º reggimento. Nel 1910 frequentò l'accademia militare e, durante la prima guerra mondiale, ricoprì incarichi di stato maggiore nell'ambito di una divisione di cavalleria bavarese. Nel 1927 divenne ufficiale di stato maggiore, mentre nel 1930 ottenne il grado di colonnello. Nel 1933 fu promosso generale e gli fu assegnato il comando della 3ª divisione di cavalleria, che divenne poi nel 1935 la prima formazione corazzata della Wehrmacht: la 1. Panzer-Division.
Dal 1938 divenne comandante del XIII Corpo d'armata, che guidò in Austria durante l'Anschluss, in Cecoslovacchia e successivamente nell'ambito della campagna di Polonia. Durante la campagna di Francia guidò la 9ª Armata, sostituendo il generale Johannes Blaskowitz. Nel luglio del 1940 fu insignito della Croce di Cavaliere e comandò le truppe tedesche in Jugoslavia durante l'operazione 25; nell'estate del 1941 gli fu assegnato il comando della 2ª Armata, impegnata in Unione Sovietica nell'ambito dell'operazione Barbarossa, dove ebbe una parte importante, insieme al II Gruppo Corazzato, comandato dal generale Heinz Guderian, nella chiusura da nord della grande sacca di Kiev, e, nell'ambito dell'operazione Tifone, nelle operazioni nel settore di Vjaz'ma; nel mese di novembre, prima del contrattacco sovietico che impedì l'occupazione di Mosca, si ammalò, non rientrando in servizio fino al mese di gennaio del 1942.

### Dall'operazione Blu alla catastrofe sul Don
Durante la seconda offensiva estiva fu posto il 13 luglio 1942 al comando dell'Heeresgruppe B e diresse le operazioni lungo il Don e Stalingrado che si prolungarono con esito alterno fino all'autunno. L'Heeresgruppe B fu attaccato dall'Armata Rossa a partire dal 19 novembre 1942; l'operazione Urano provocò il crollo delle truppe rumene schierate sul Don e il catastrofico accerchiamento della 6. Armee del generale Friedrich Paulus in combattimento a Stalingrado.
Von Weichs, colto di sorpresa e mancando di riserve mobili, non fu in grado di controllare la situazione; egli ritenne opportuno inizialmente consigliare lo sganciamento dell'armata a Stalingrado e appoggiò le richieste del generale Paulus a favore di un'immediata ritirata; in un secondo momento peraltro, von Weichs accettò passivamente le decisioni di Hitler che imponevano la resistenza sul posto e la formazione di una grande sacca e lasciò al generale Paulus tutta la responsabilità delle scelte finali. Il 27 novembre 1942 ricevette l'ordine di cedere il comando delle truppe tedesco-rumene nel settore di Stalingrado e del basso Don al feldmaresciallo Erich von Manstein, comandante del nuovo Heeresgruppe Don mentre egli mantenne la responsabilità delle difese dell'Asse nel settore del medio e alto Don fino a Voronež.
Mentre il feldmaresciallo von Manstein tentava senza successo di accorrere in soccorso dell'armata del generale Paulus accerchiata nella sacca di Stalingrado, von Weichs dovette affrontare le nuove poderose offensive dell'Armata Rossa nel settore del Don che provocarono nuovi cedimenti del fronte dell'Asse e la progressiva distruzione di gran parte delle forze del Heeresgruppe B. Il 16 dicembre 1942 iniziò l'operazione Piccolo Saturno nel settore del medio Don difeso soprattutto dal corpo di spedizione italiano che venne travolto e ripiegò in rotta; dopo aver tamponato con espedienti di fortuna lo sfondamento, von Weichs venne attaccato più a nord nella zona difesa dalle truppe ungheresi e dal corpo alpino italiano; l'offensiva Ostrogorzk-Rossoš iniziò il 12 gennaio 1943 e si concluse in pochi giorni con una nuova disfatta e la drammatica ritirata dei superstiti.
Infine il 24 gennaio 1942 l'Armata Rossa attaccò anche più a nord e sferrò l'offensiva Voronež-Kastornoe contro le ultime forze efficienti del Heeresgruppe B di von Weichs; i tedeschi rischiarono una nuova catastrofe e la 2. Armee dovette battere in ritirata per evitare di essere completamente accerchiata. Con quest'ultima battaglia l'Heeresgruppe B era praticamente scomparso e venne ufficialmente sciolto il 12 febbraio 1943; le truppe superstiti vennero assegnate al Heeresgruppe Süd del feldmaresciallo von Manstein e al Heeresgruppe Mitte del feldmaresciallo Günther von Kluge. Von Weichs, che il 31 gennaio 1943 era stato promosso nonostante le sconfitte al grado supremo di feldmaresciallo insieme ai generali Paulus, Ewald von Kleist e Ernst Busch, venne richiamato e fece una visita di congedo ad Hitler nella primavera 1943.

### Nei Balcani
Nel luglio 1943 fu nominato comandante dell'Heeresgruppe F, di stanza in Grecia e Jugoslavia, e ne guidò la ritirata nel 1944. All'inizio della primavera del 1945 venne congedato e, dopo la fine del conflitto, fu arrestato dalle truppe americane e, nell'ambito dei processi di Norimberga, imputato di crimini di guerra, ma, a causa delle sue precarie condizioni di salute, gli fu evitata la detenzione. Morì nel quartiere di Rösberg a Bornheim, vicino a Bonn, nel 1954.